# Olivia
För andra betydelser, se Olivia (olika betydelser).

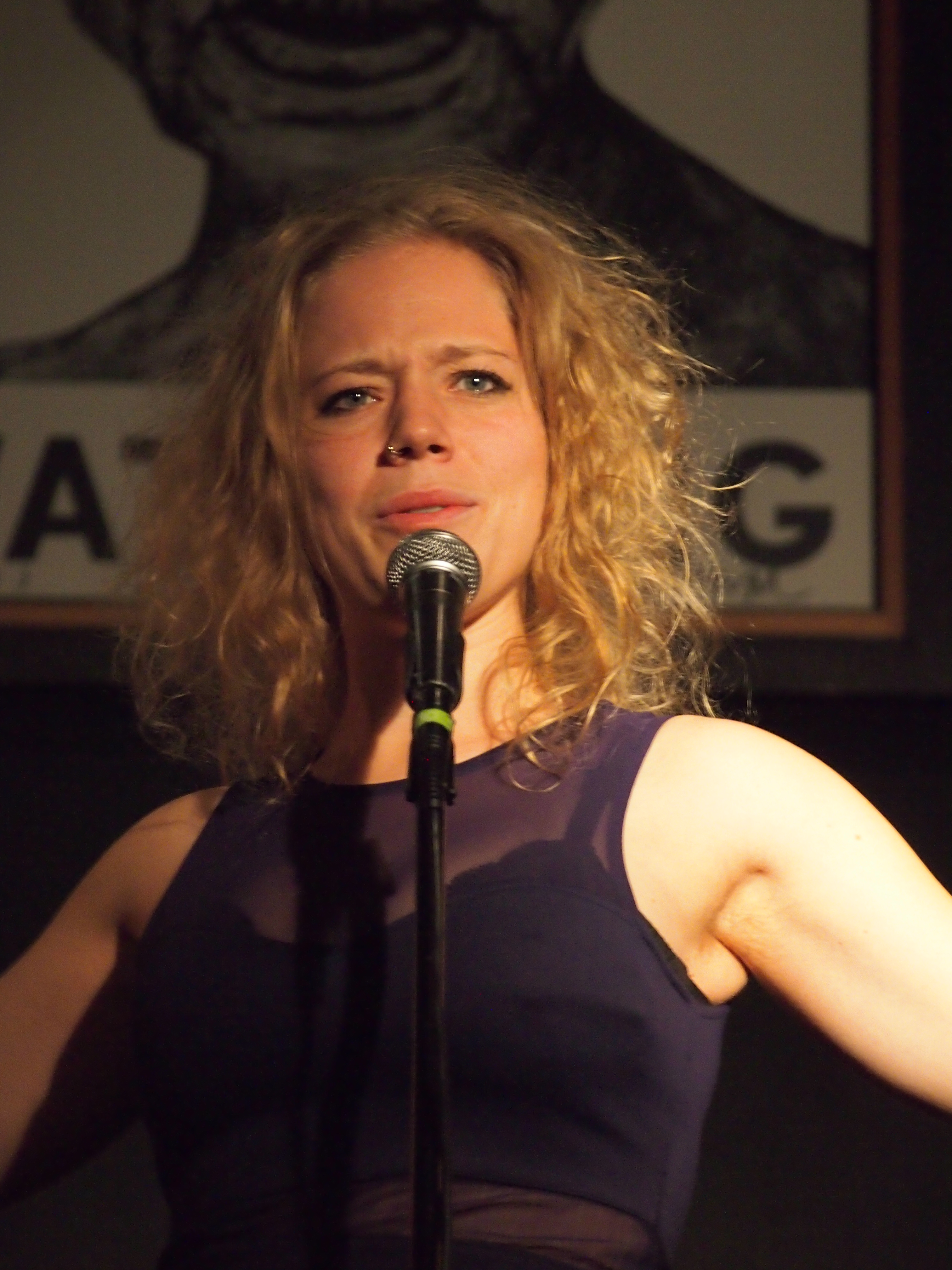
Olivia Bergdahl, 2016

Kvinnonamnet Olivia kommer, liksom troligen den manliga motsvarigheten Oliver, av det latinska ordet för olivträd. Namnet har använts i Sverige sedan 1700-talet.
Namnet klättrade snabbt uppåt på topplistan under 1990-talet och numera, år 2013, var det det åttonde vanligaste namnet för nyfödda. 31 december 2013 fanns det totalt 19874 kvinnor i Sverige med namnet Olivia varav 10311 med det som tilltalsnamn. 31 december 2013 fanns det 4 män med förnamnet Olivia.
Namnsdag i Sverige: 15 april. I den finlandssvenska namnsdagslängden har Olivia namnsdag 29 maj sedan 1995. Före det hade Olivia namnsdag 22 juni 1929–1949.

## Personer med namnet Olivia
- Olivia de Berardinis, amerikansk konstnär
- Olivia Bergdahl, estradpoet
- Olivia Corneliusson, svensk handbollsspelare
- Olivia Mariamne Devenish, brittisk kulturreformator
- Olivia de Havilland, amerikansk skådespelerska
- Olivia Hussey, argentinsk-brittisk skådespelerska
- Olivia Manning, brittisk författare
- Olivia Newton-John, australisk skådespelerska samt pop- och countrysångerska
- Olivia Nordgren, riksdagsledamot (s)
- Olivia Nordqvist, affärsidkare
- Olivia Norrie, dansk skådespelerska
- Olivia Nystedt, skådespelare
- Olivia Rodrigo, amerikansk sångerska
- Olivia Serres, brittisk konstnär
- Olivia Stevens, skådespelerska, sångerska
- Olivia Tervamäki, bloggare
- Olivia Wigzell, ämbetsman och f.d. politiker
- Olivia Williams, brittisk skådespelerska